# دايفيد هورويتز (طبيب)

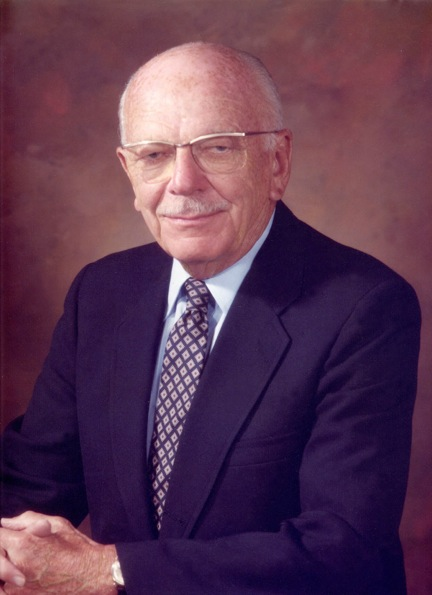
دايفيد هورويتز، طبيب أمريكي

دايفيد هورويتز (بالإنجليزية: David Hurwitz)‏ هو طبيب أمريكي، ولد في 18 أغسطس 1905 في بوسطن في الولايات المتحدة، وتوفي في 22 فبراير 1992.